# Victor Perli

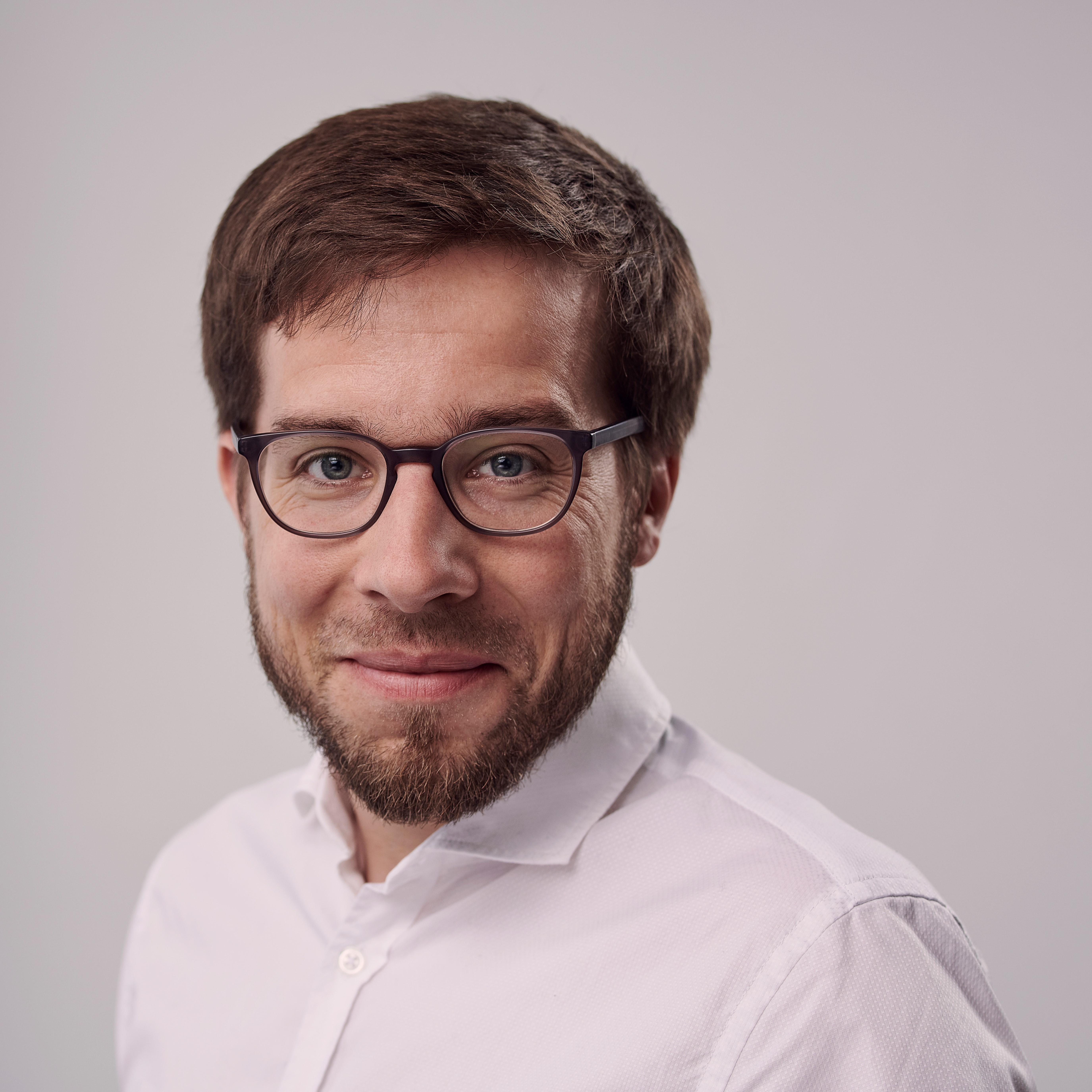
Victor Perli (2018)

Victor Perli (* 1. Februar 1982 in Bad Oeynhausen) ist ein deutscher Politiker (Die Linke). Er war von 2017 bis 2025 Bundestagsabgeordneter. Dort war er Mitglied im Haushaltsausschuss und umverteilungspolitischer Sprecher der Linksfraktion. Zuvor war er von 2008 bis 2013 Abgeordneter im Niedersächsischen Landtag und stellvertretender Vorsitzender seiner Fraktion.

## Leben
Perli wurde als Kind einer italienisch-niederländischen Arbeiterfamilie in Bad Oeynhausen geboren. Die Familie zog 1993 nach Wolfenbüttel, wo Perli 2001 das Abitur am Gymnasium im Schloss absolvierte. Anschließend studierte er Politikwissenschaft, Soziologie und Neuere Geschichte, zuerst an der TU Braunschweig, ab 2006 an der Universität Potsdam. Er schloss sein Studium mit dem akademischen Grad Magister Artium (M.A.) ab und arbeitete anschließend als Geschäftsführer eines Familienbetriebes.

## Politischer Werdegang
Bereits in seiner frühen Jugend interessierte sich Victor Perli für Politik. Als Schüler prägte sein politisches Engagement eigenen Aussagen zufolge besonders die Anti-Atomkraft-Bewegung. Daneben organisierte er Demonstrationen für bessere Bildung, gegen die Kriege in Jugoslawien und Afghanistan und gegen Neonazis in seiner Heimatstadt Wolfenbüttel. Auslöser für das parteipolitische Engagement waren die Kriegseinsätze und der Sozialabbau unter der damaligen rot-grünen Bundesregierung.

### Jugendverband
Seit 2000 war Perli Mitglied des PDS-nahen Jugendverbands [’solid] – die sozialistische Jugend. Mit der Gründung der Partei Die Linke, entstand auch der parteinahe Jugendverband Linksjugend [`solid], bei dem Perli einer der Gründungssprecher war. Von 2001 bis 2003 war er Landessprecher des Verbandes, bis 2005 als Bundessprecher und außerdem von Mai 2007 bis April 2008 als Mitglied des Bundessprecherrates tätig.
Ein Jahr nach seinem Beitritt in den Jugendverband trat er der PDS bei, die ab 2007 in der Partei Die Linke aufging.

### Landtag Niedersachsen
Nach der Landtagswahl in Niedersachsen 2008 zog Victor Perli über die Landesliste der Linken im Januar 2008 in den Landtag ein. Dort war er Fraktionssprecher für Jugend-, Kultur-, Wissenschafts- und Forschungspolitik und setzte sich gegen Studiengebühren, dem Wahlrecht ab 16 und für Kultur im ländlichen Raum ein. Außerdem war Perli ein stellvertretendes Mitglied im parlamentarischen Untersuchungsausschuss zum Atommüllendlager Asse II und forderte einen Neustart der Endlagersuche. Im April 2011 wurde er zum stellvertretenden Vorsitzenden seiner Fraktion gewählt. Bei der Landtagswahl in Niedersachsen 2013 konnte die Linke die Fünf-Prozent-Hürde nicht überwinden und er schied am 19. Februar 2013 aus dem Landtag aus.

### Bundestag
Bei der Bundestagswahl 2017 kandidierte Victor Perli im Bundestagswahlkreis Salzgitter – Wolfenbüttel (Wahlkreis 49) für Die Linke und wurde am 24. September 2017 über den Landeslistenplatz 4 in den Bundestag gewählt. Bei der Bundestagswahl 2021 kandidierte Perli erneut und zog über Landeslistenplatz 2 in den Bundestag ein.
Im Bundestag ist Perli ordentliches Mitglied im Haushaltsausschuss und dem Bundesfinanzierungsgremium und betreut das BMVI, das BMI und das BMJV sowie den Bereich Datenschutz. Zudem gehört er als stellvertretendes Mitglied dem Ausschuss für Umwelt, Naturschutz und nukleare Sicherheit an. Er thematisierte unter anderem die Bahnpolitik, die Mieten- und Wohnungspolitik, den Ausbau der Sicherheitsapparate wie der Bundespolizei und des Verfassungsschutzes, den Kampf gegen Rechtsextremismus und die Maut-Pläne des Bundesverkehrsministers Andreas Scheuer, gegen den er im November 2019 zusammen mit Fabio De Masi Strafanzeige stellte. Perli spricht sich offen gegen das neue Polizeigesetz in Niedersachsen aus und unterstützt den von der Partei Die Linke geforderten bundesweiten Mietendeckel. Insbesondere die Umsetzung der sogenannten IT-Konsolidierung, bei der alle Bundesbehörden eine einheitliche IT bekommen sollen, begleitet Perli kritisch. Er bezeichnet diese als „ein Milliardengrab für den Steuerzahler“.
Besondere Medienaufmerksamkeit bekam Perlis Enthüllung über die Unternehmensentwicklung des Autobahnraststättenbetreibers „Tank & Rast“. In mehreren Bundestagsanfragen erbat Perli Informationen zu den Privatisierungsabläufen des Raststättenbetreibers, den Konzessionsabgaben an den Bund und den Investitionen des Bundes.
Perli setzt sich für eine sichere Stilllegung des Atommülllagers Asse II und die gesetzlich vorgeschriebene Rückholung des Atommülls in seinem Wahlkreis Salzgitter-Wolfenbüttel ein und fordert einen Ausstieg aus der Atomenergie.
Bei der Bundestagswahl 2025 kandidiert Perli nicht erneut.

### Weiteres
Victor Perli ist seit 2022 im Vorstand der Rosa-Luxemburg-Stiftung. Zuvor war er von 2015 bis 2021 Vorsitzender der Stiftung in Niedersachsen. Er ist zudem Mitglied der Gewerkschaft Erziehung und Wissenschaft, des Mieterbundes und der AG Schacht Konrad. Am 1. Juli 2017 erschien im Lit-Verlag sein politikwissenschaftliches Buch Atommüll – Konfrontation und Kooperation bei der Endlagersuche.